# Арміньйон
Арміньйон (ісп. Armiñón (офіційна назва), баск. Armiñon) — муніципалітет в Іспанії, у складі автономної спільноти Країна Басків, у провінції Алава. Населення — 207 осіб (2009).
Муніципалітет розташований на відстані близько 270 км на північ від Мадрида, 21 км на південний захід від Віторії.
На території муніципалітету розташовані такі населені пункти: Лакорсана, Арміньйон (адміністративний центр), Еставільйо.

## Демографія
Динаміка населення (INE ):

## Галерея зображень

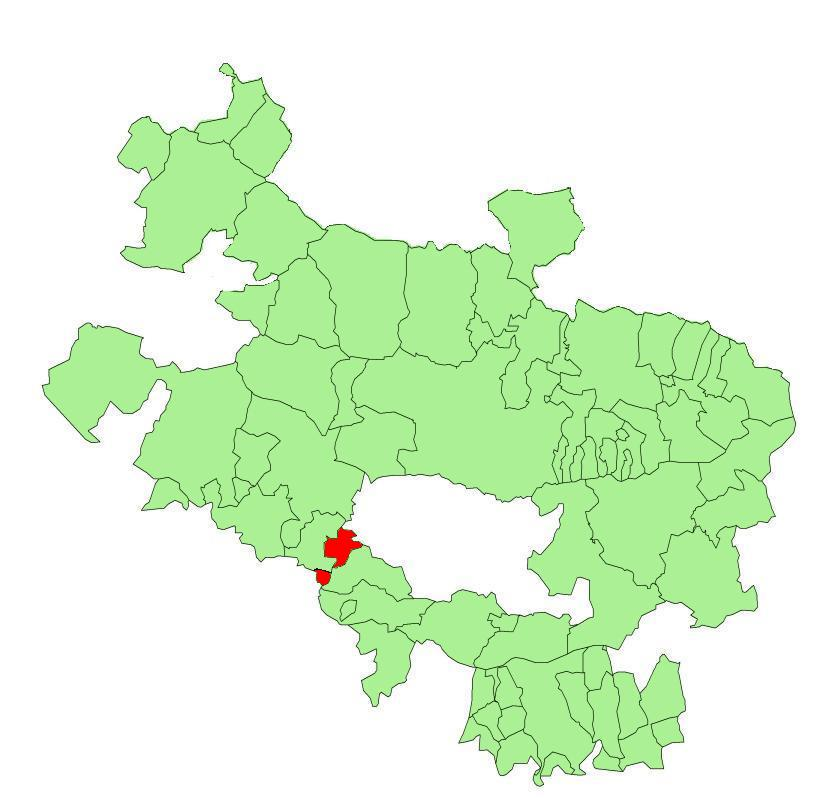
Розташування муніципалітету
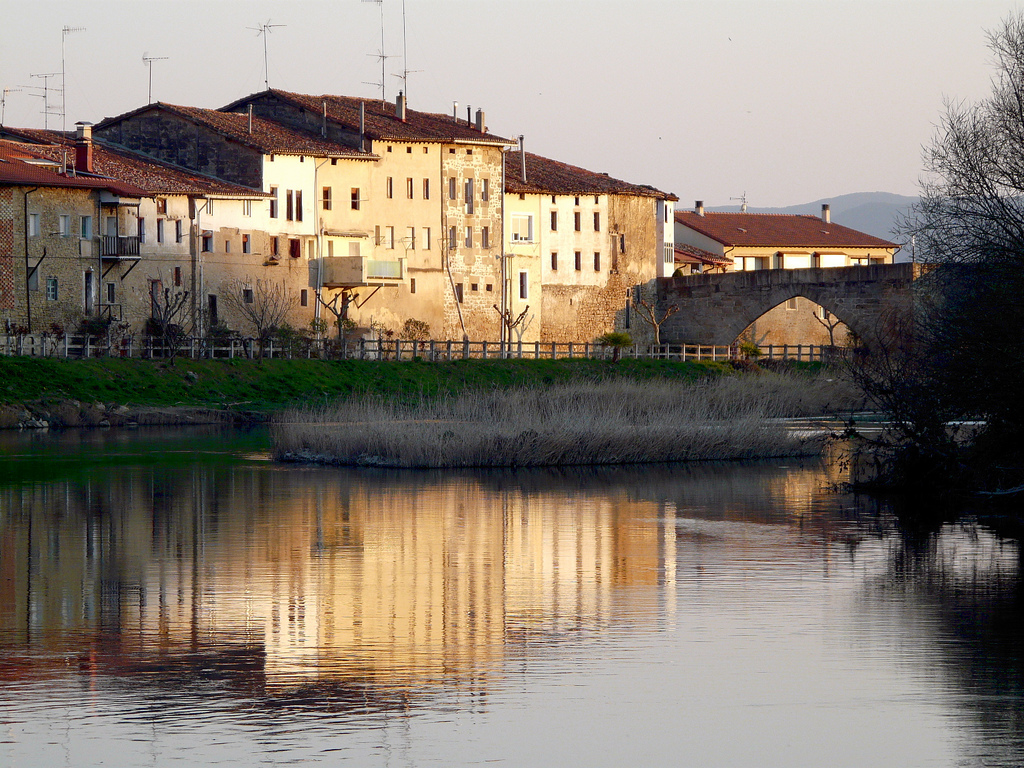
Арміньйон
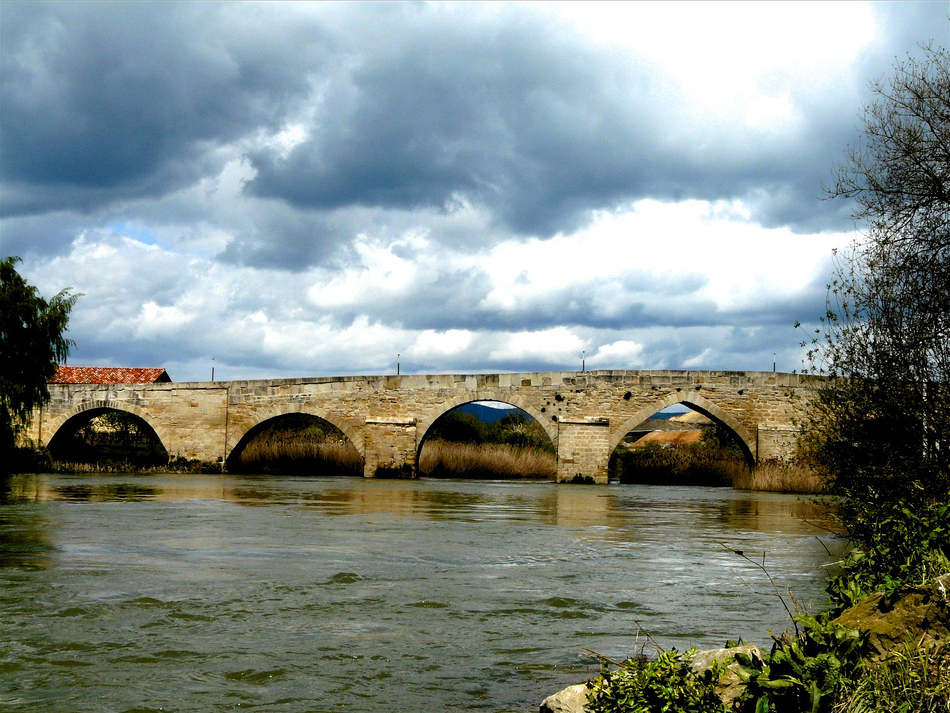
Античний міст через річку Садорра